# Escape from Tomorrow
Escape from Tomorrow (englisch für Flucht vor morgen) ist ein amerikanischer surrealistischer Schwarzweiß-Film aus dem Jahr 2013, den Randy Moore schrieb und inszenierte. Er spielt im Walt Disney World Resort und dem Disneyland Resort, wo er heimlich ohne Erlaubnis der Walt Disney Company aufgenommen wurde. Entgegen den Befürchtungen des Machers und von Journalisten klagte Disney aber nicht gegen den Film.
Er hatte Premiere beim Sundance Film Festival 2013 im Januar und erschien im Oktober in den amerikanischen Kinos.

## Handlung
Während eines Familienurlaubs im Walt Disney World Resort wird Vater Jim am Morgen des letzten Tages am Telefon von seinem Boss entlassen, was er seiner Familie verschweigt, um den Tag nicht zu verderben. Bei der Fahrt mit der Bahn vom Disney’s Contemporary Resort Hotel zum Park fallen ihm zwei minderjährige Französinnen auf, die er auch immer wieder in Warteschlangen bemerkt. Um ihnen nachzugehen, nimmt er seinen Sohn Elliot, der mit einer Buzz-Lightyear-Attraktion fahren will, auf die Achterbahn Space Mountain mit, wovon dem Jungen übel wird, und danach seine Tochter Sara zum Magic Kingdom, wobei sie auf dem Weg verletzt wird. Die Krankenschwester, die sie behandelt, erklärt beiläufig, dass die Katzengrippe umgehe.

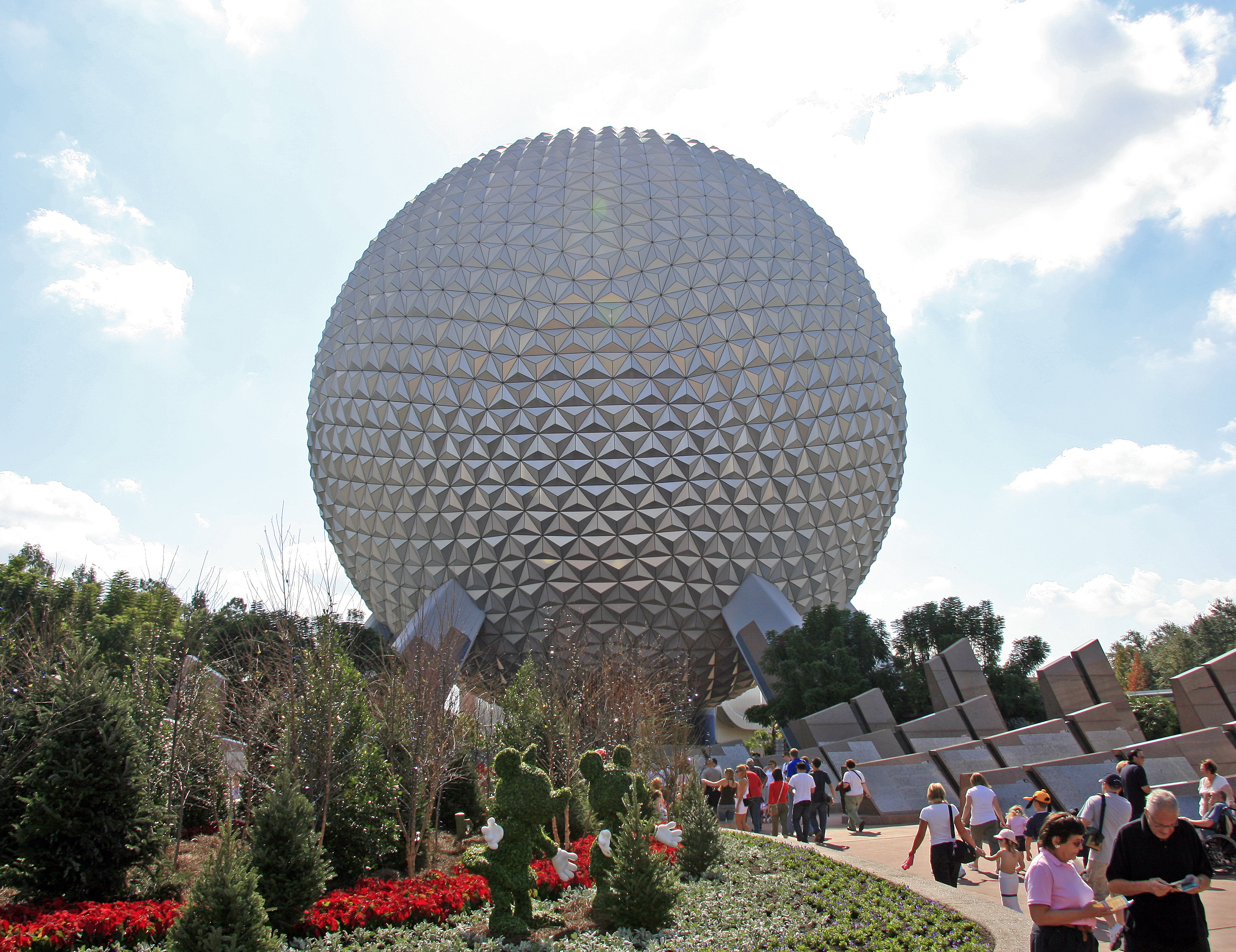
Raumschiff Erde im Epcot-Park

Nachdem eine Frau ihn mit einem blinkenden Medaillon hypnotisiert hat, wacht er in ihrem Bett auf, während sie mit ihm Geschlechtsverkehr hat. Sie behauptet, die Prinzessinnen im Park seien ein geheimer Prostitutionsring für asiatische Geschäftsmänner. Jim kehrt mit Sara zu seiner Familie am Hotelpool zurück, wo er wieder versucht, mit den Französinnen zu reden und mit seiner Frau streitet. Im Epcot-Park betrinkt er sich stark, bis er während einer Fahrt erbricht, woraufhin der Ärger seiner Frau eskaliert. Sie schlägt sogar ihre Tochter und geht beschämt mit ihrem Sohn weg. Im Wartebereich für die Attraktion Soarin’ wird Jim von einem der französischen Mädchen angesprochen und ins Gesicht gespuckt. Danach bemerkt er, dass Sara verschwunden ist, und rennt suchend durch den Park, bis er von Wachen bewusstlos getasert wird. Er erwacht an einem Stuhl gefesselt in einer geheimen Einrichtung unter dem Raumschiff Erde mit Computern und Bildschirmen, als ein Wissenschaftler erklärt, Jim sei Teil eines Experiments von Siemens, und zwar bereits seit er als Kind mit seinem Vater den Park besucht hatte. Einen Mann, der mit seiner Familie auf den Bildschirmen zu sehen ist, bezeichnet der Wissenschaftler als den „echten Jim“.
Jim entkommt, indem er den Wissenschaftler köpft, der sich dadurch als Roboter herausstellt. Nachdem er in einer Besuchergruppe, die ein Feuerwerk betrachtet, einen Aufruhr veranstaltet, geht er zum Hotelzimmer der anderen Frau, wo er Sara als Schneewittchen verkleidet schlafend findet. Die als böse Königin verkleidete Frau erzählt, sie habe früher als Prinzessin im Park gearbeitet. Mit seiner Tochter ins eigene Hotelzimmer zurückgekehrt, verspürt Jim plötzlich Verdauungsstörungen und erbricht Blut und Haare ins Waschbecken, woraufhin er sich an die Erwähnung der Katzengrippe erinnert. Während er auf der Toilette verblutet, öffnet sein Sohn kurz die Tür und schließt sie wieder, ohne zu reagieren. Erst am Morgen findet seine Frau ihn tot vor. Reinigungspersonal entfernt die Leiche und alle Spuren und pflanzt Elliot falsche Erinnerungen ein, er sei mit dem Buzz-Lightyear-Fahrgeschäft gefahren. Während die Leiche abtransportiert wird, checkt wiederum gerade die Familie des „echten Jim“ ein.

## Idee und Produktion

### Inspiration und Entwicklung
Randy Moore, der den Film schrieb und sein Regiedebüt gab, war inspiriert durch seine eigenen Familienausflüge zum Walt Disney World Resort. Er sagte, mehr als alles andere sei er ein Produkt von Disney World. In seiner Kindheit lebten seine Eltern getrennt, sein Vater in Orlando, sodass Moore mehrfach im Jahr zu ihm flog und Disney World besuchte. Nachdem er eine eigene Familie gegründet hatte, besuchte er den Park mit seinen zwei Kindern und seiner Frau, einer Krankenschwester aus der ehemaligen Sowjetunion. Ihre Perspektive zu übernehmen, brachte ihm Emotionen zurück, über die er seit der Kindheit nicht mehr nachgedacht hatte, worauf sich der Besuch angefühlt habe, als sei sein Vater als Geist dabei. Er begann daraufhin, intensiv über Disney nachzudenken, in die Disneykultur einzutauchen, und las Neil Gablers Biografie zu Walt Disney. Im Pressematerial zum Film beschrieb Moore seinen Ursprung so: „Stark beeinflusst von verschiedenen seltsamen Ausflügen, die ich als Junge mit meinem Vater ertrug […], ist Escape from Tomorrow mein persönlicher Versuch eine Bedeutung zu finden in dem, was sich wie eine sehr künstliche Kindheit anfühlte, hervorgerufen durch unsere kulturelle Besessenheit mit den falschen, fabrizierten Welten sogenannter Fantasie.“
Moore schrieb in einem Monat drei Drehbücher, darunter Escape from Tomorrow, das er auswählte, um den Film selbst zu inszenieren, weil er als Debüt Regie für einen Film führen wollte, den er auch geschrieben hatte, und diesen für den hielt, der am einfachsten zu drehen sei. „Ich dachte nur an die Geschichte, ich schrieb die Drehbücher so schnell, dass ich wirklich aus dem Bauch heraus schrieb. Ich schrieb über die Dinge, die ich kannte und fühlte; die äußeren Umstände kamen erst später.“
Das Budget für die Produktion belief sich auf 650.000 Dollar – dreimal mehr als Moore geplant hatte –, die er zur Hälfte aufbrachte; danach halfen Freunde und Familie aus. Er finanzierte es hauptsächlich durch eine Erbschaft seiner Großeltern.

### Vorbereitungen und Dreh in Disneyworld/Disneyland
Moore drehte den Film 2010 in Disney-Freizeitparks, ohne die Erlaubnis der Walt Disney Company einzuholen. Deshalb musste er die Arbeiten geheim halten und Guerilla-Filmtechniken einsetzen, mit denen nicht auffiel, dass gefilmt wurde. So sollten alle, die an dem Film mitarbeiteten, niemandem, nicht einmal engen Freunden, verraten, woran sie arbeiteten. Obwohl der Handlungsort im Film als ein einzelnes Parkresort dargestellt ist, fanden Dreharbeiten sowohl in Disneyworld in Orlando für zehn Tage als auch in Disneyland in Anaheim für zwei Wochen statt, für die die Beteiligten jeweils Saison-Pässe erworben hatten, um sie als „normale Besucher“ zu betreten, sodass sich eine Mischung ergab und Attraktionen aus beiden Parks zu sehen sind.

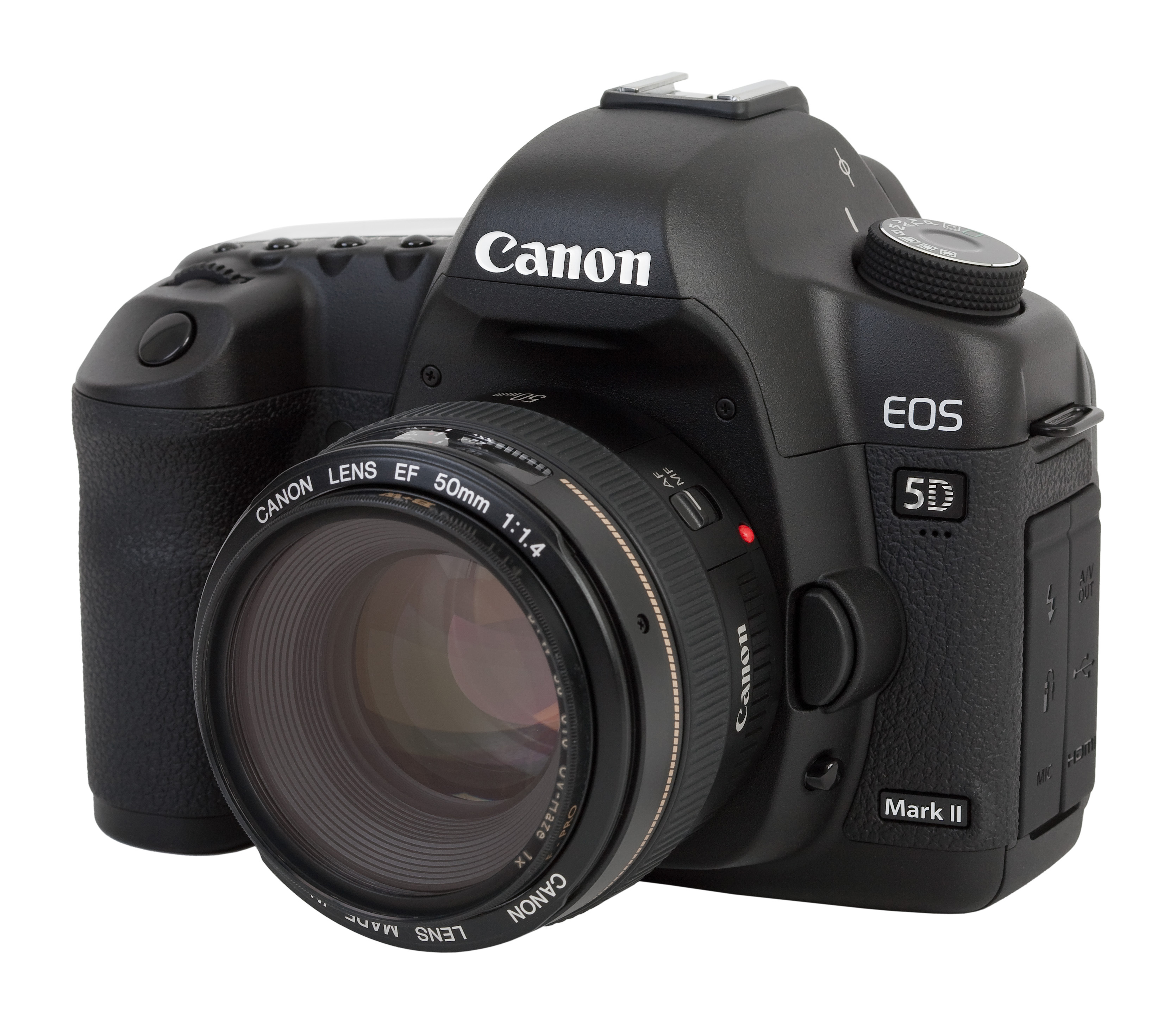
Spiegelreflexkamera Canon EOS 5D Mark II

Um nicht als Filmcrew aufzufallen, waren intensive Vorbereitungen und einzigartige Schritte in den Parks vor dem Dreh notwendig. Moore fasst zusammen: „Wir müssen den gesamten Film mindestens acht- oder neunmal in mehreren Erkundungstrips durchgegangen sein, bevor wir überhaupt eine Kamera laufen ließen.“ Aus der Besetzung betraten immer nur kleine Gruppen auf einmal die Parks, um nicht aufzufallen. Der Kameramann und der Regieassistent betrieben im Vorfeld intensive Standorterkundung und der Zeitplan wurde Wochen im Voraus in Übereinstimmung mit der kartografisch erfassten Position der Sonne für jede Aufnahme vorsichtig geplant, um das Fehlen von Beleuchtungsausstattung auszugleichen.
Der gesamte Film wurde mit in der Hand tragbaren digitalen Spiegelreflexkameras Canon EOS 5D Mark II aufgenommen, wodurch es schien, als würden Besucher ihren Urlaub dokumentieren. Dass die Produktion zu keinem Zeitpunkt von jemandem im Park aufgehalten wurde, führt Moore darauf zurück, dass es eine der natürlichsten Handlungen sei, eine Kamera herauszuholen und vor Leute im Park zu halten. Die Entscheidung, in Schwarzweiß zu filmen, traf Moore erst nach Erkundung der Drehorte, was ihm eine von Anfang an gewünschte gespenstische und traumhafte Atmosphäre brachte. Laut Moore fühlte es sich an, als habe er eine geheime und verborgene Welt entdeckt.
Die Dialoge eines Tages wurden morgens in Moores Hotelzimmer geprobt und Regieanweisungen zunächst nur mit den Schauspielern durchgegangen, dann mit dem Kameramann, während die Schauspieler auf ihr Stichwort warteten. Aufnahmen wurden auf drei bis vier Einstellungen am Stück beschränkt, bevor der Ort gewechselt wurde, um nicht die Aufmerksamkeit auf sich zu ziehen. Statt Drehbücher auszudrucken wurden alle Informationen auf iPhones gesammelt und weitergegeben, damit es aussehe, als läsen die Schauspieler bloß ihre Telefonnachrichten, und auch die Kommunikation zwischen der Besetzung verlief über elektronische Geräte, damit sie weiter auseinander stehen konnten und keine auffällige Gruppe bildeten. Ebenfalls für Tonaufnahmen wurden zum Teil Smartphones genutzt, sowie Digitalrekorder, die an den Schauspielern befestigt waren und den ganzen Tag lang aufzeichneten.
Die Themenfahrt It’s a Small World benutzten Schauspieler und Besetzung mindestens zwölf Mal, während sie durchgehend filmten. Moore äußerte sich überrascht, dass die Fahrtbetreiber nicht verstanden, was vor sich ging. Für eine Szene, in der Figuren sich in entgegenkommenden Wagen der Einschienenbahn begegnen, mussten sie diese für Stunden immer wieder benutzen, weil Moore nicht den exakten Zeitpunkt berechnen konnte. Erst am letzten Tag der Dreharbeiten im Disneyland gab es einen Zwischenfall mit dem Sicherheitsdienst, der das Kamerateam für Paparazzi und die Schauspieler, die im Film eine Familie darstellen, für Prominente hielt.

### Postproduktion
Um Geheimhaltung zu wahren, brachte Moore den Film für die Postproduktion nach Südkorea, wo er zwei Jahre lang immer wieder von Los Angeles aus hinflog. Dort wurden die visuellen Effekte von demselben Unternehmen erarbeitet, das für den Film The Host arbeitete. Im Schnitt mussten aus den gesamten Tonaufnahmen der Tage die eigentlichen Dialoge erst herausgesucht und -gefiltert werden. Die Filmmusik nahm Komponist Abel Korzeniowski in der Eastwood-Stage der Warner Bros. Studios auf. Obwohl während des ganzen Films zwar Bilder und Produkte Disneys zu sehen sind, wurden die bekannte Musik der Attraktionen It’s a Small World und des Enchanting Tiki Room entfernt sowie der bei der Fahrt Soarin’ gezeigte Film ersetzt.

## Vorführung und Veröffentlichung

### Festivals
2012 wurde der Film nach Moores Angabe von etwa 25 kleinen ausländischen Filmfestivals ausgewählt, während Moore glaubte, er würde niemals bei einem amerikanischen Festival laufen. Nachdem aber Produzentin Chung im August bei einer Veranstaltung von Film Independent einem Programmierer des Sundance Film Festivals, John Nein, begegnete, erhielt Moore drei Monate später den Anruf, dass der Film für das Festival ausgewählt wurde. Er sagte, im Vorhinein für Sundance aus all den anderen Festivals auszusteigen, sei schwierig gewesen. Escape from Tomorrow hatte Premiere beim Sundance Film Festival 2013 im Januar in der NEXT-Sektion. Moore, der vorher noch kein Sundance Film Festival besucht hatte, war überrascht, dass der Film angenommen wurde. Festivaldirektor Trevor Groth sagte vor der Vorführung, den Film auszuwählen sei sein Highlight gewesen und der Film habe ihn „umgehauen“. In der Werbung für das Festival wurden Details nicht genannt, um Disney nicht ins Spiel zu bringen, was wahrscheinlich der Grund für einige leere Plätze bei der Premiere war. Nach der Premiere waren aber alle weiteren Vorführungen ausverkauft.
Die Filmrechte wurden von Producers Distribution Agency vertreten, einem Unternehmen von Cinetic Media. Deren Gründer John Sloss hatte 2010 bereits den Banksy-Film Exit Through the Gift Shop, der ebenfalls eine heimlich in Disneyland gefilmte Sequenz enthält, an das Sundance Film Festival vermittelt. Angesichts der Befürchtung, dass Disney gegen eine Verbreitung des Films vorgehen werde, erwartete Moore keinen üblichen Vertriebsvertrag und sagte: „Er ist draußen und niemand kann das ändern. […] Ich habe ihn gemacht, und er ist in der Welt. Das ist alles, was ich wollte.“ Sloss lud zur Vorführung beim Sundance den Rechtswissenschaftler Tim Wu der Columbia University Law School ein.
Der Filmkritiker Roger Ebert wählte den Film persönlich für sein Filmfestival aus, bei dem er am 20. April 2013 wenige Tage nach Eberts Tod gezeigt wurde.

### Rechtsfragen um Antwort Disneys
Nach der Premiere beim Sundance Film Festival, durch die die Aufnahmen von geschütztem Disney-Eigentum bekannt geworden waren, wurden rechtliche Schritte seitens Disney erwartet, um die Verbreitung des Films wegen Urheberrechtsverletzung zu verhindern. Bei der Premiere wurde Sloss gefragt, wie er den Film veröffentlichen werde, da doch Disney eines der prozessfreudigsten Unternehmen sei. Brooks Barnes von der New York Times bemerkte aber auch, eine starke Reaktion Disneys könnte die öffentliche Aufmerksamkeit für den Film steigern (siehe Streisand-Effekt). Peter Sciretta von Slashfilm glaubte, der Film werde wahrscheinlich niemals außerhalb von Sundance öffentlich zugänglich sein; er führte neben den Urheberrechtsfragen zusätzlich an, dass viele Personen in dem Film erscheinen, die keine Freigabe unterschrieben haben. „Echte Familien und Kinder sind im Hintergrund fast jeder Einstellung zu sehen. Niemand davon gab seine Erlaubnis oder wusste, dass sie für einen Spielfilm gefilmt wurden. Das schließt auch Mitwirkende der Parks, nicht nur Kostümierte, ein.“
Tim Wu hielt in einem Essay die Annahme für falsch, Disney habe gute Aussichten auf Erfolg in einem Rechtsstreit. Der Film falle als „Kommentar über das gemeinsame soziale Phänomen“ Disneyworld unter eine Kategorie des Fair Use, wodurch technische Urheberrechtsverletzungen negiert würden, was von dem Verwendungszweck des Disney-Materials abhänge. Es sei nicht zur Verschönerung oder Dekoration eingesetzt worden und ersetze dem Zuschauer auch nicht den eigenen Besuch im Park. „Es gibt keine reale Chance, dass jemand überzeugend glauben würde, der Film sei von Disney gesponsert oder mit Disney verknüpft. Die Szene, in der eine Prinzessin ein Kind zu zerdrücken versucht, scheint diese Möglichkeit zu eliminieren.“
Unterhaltungs-Anwalt Michael C. Donaldson, der sich auf Fair Use spezialisiert hatte, bekräftigte: „Es ist nichts falsch daran, einen Film in Disneyland zu machen. Jedes Urheberrechtssystem gewährt, das Werk eines anderen zu benutzen, um etwas Neues zu kreieren, und Escape from Tomorrow zeigt die Disney-Grundstücke auf eine Weise, für die sie nie vorgesehen waren.“ Sloss engagierte Donaldson, die Versicherung für den Film abzuwickeln. Er sagte, die Herausforderung war, dass der Film statt nur einem alle Problemfelder in sich trug; er musste in einem Brief an den Versicherer den Fall für Fair Use, Markenrecht und Gemeinfreiheit darlegen und deckte auch den Fall ab, dass jemand, der seine Persönlichkeitsrechte verletzt sah, klagen würde. Während er Briefe dieser Art üblicherweise innerhalb zehn Tagen fertigte, benötigte seine Kanzlei für diesen, der ihr bis dahin längster wurde, vier Monate. Für die Szene mit einem Siemens-Wissenschaftler schlug Donaldson Moore vor, die nicht in der Sundance-Fassung verwendete Version zu benutzen, in der diesem der Kopf abgeschlagen wird und er sich als Roboter herausstellt; so könne kein Richter den Kommentar zu Siemens übersehen.
Entgegen den Befürchtungen reagierte Disney allerdings nicht auf den Film und Anfragen für einen Kommentar und leitete keine rechtlichen Schritte ein; stattdessen habe man entschieden ihn zu ignorieren. Laut The Hollywood Reporter sei die Strategie gewesen, dem Film keine Aufmerksamkeit zu geben. Weil die Faszination des Films von dem Ruf, Disney herauszufordern, abhänge, könne Disneys Schulterzucken der Aufregung die Luft herausnehmen. Für Matt Goldberg von Collider sei damit wahrscheinlich, dass der Film eine Kuriosität für Cineasten bleibe, statt die Aufmerksamkeit des Mainstreams zu erlangen.

### Veröffentlichungen
Nach den Statements von Wu und Donaldson, die die Zuversicht gesteigert hatten, dass der Film veröffentlicht werden könnte, kamen Angebote von Vertrieben, die Sloss aber „nicht überwältigend“ fand, sodass Moore Sloss’ Angebot annahm, über dessen Producers Distribution Agency den Film zu vertreiben. Nach Vergabe der Versicherung startete im September 2013 das Marketing mit einem Trailer und dem Filmposter, das eine bluttriefende Micky-Maus-ähnliche Hand zeigt und für den Titel den Disney-Schrifttyp verwendet.
Der Film erschien in amerikanischen Kinos ab dem 11. Oktober 2013 und nahm in sechs Wochen knapp über 170.000 Dollar ein. John Sloss veröffentlichte zur Transparenz nach zweieinhalb Wochen die Einspielergebnisse durch Video on Demand und digitale Veröffentlichungen, die bei etwa 120.000 Dollar lagen. Ende April 2014 erschien er als DVD und Blu-ray.
In Deutschland erschien der Film am 23. April 2015 im Handel.

## Rezeption

### Rezensionen
Escape from Tomorrow erhielt gemischte Bewertungen von Kritikern; so hält er bei Rotten Tomatoes eine Wertung von 57 % anhand 87 Kritiken und bei Metacritic von 58 anhand 27 Kritiken.
Positiv schreibt Damon Wise vom Guardian, auch wenn das Schauspiel nicht perfekt und der Traumzustand des Films zu bemüht sei, habe der Film eine außerweltliche Atmosphäre, die fesselt und beschäftigt. Er inszeniere einen „subversiv satirischen Angriff auf die totalitäre Natur der Massenunterhaltung.“ Eric Kohn von IndieWire, der die Note A- vergibt, beschreibt den Film als „labyrinthischen Abstieg in die grotesken Extreme einer disneyfizierten Gesellschaft“ und „wagemutige Unternehmung, Disneyworld buchstäblich von innen heraus zu überfallen.“ Unter Berücksichtigung der Produktionsbedingungen sei es keine Überraschung, dass manche Szenen an einer lückenhaften Qualität leiden, die gelegentlich von den komplexen Ebenen der Erzählung ablenken; im besten Falle wiederum erzeuge der Film „einen phantasmagorischen Albtraum auf Augenhöhe mit etwas, das Terry Gilliam in den Tagen von Brazil erträumt haben könnte.“
Etwas kritisch befindet Peter Sciretta von Slashfilm, es sei kein großartiger Film, die Geschichte habe zwar gute Ideen, aber die Umsetzung sei ungleichmäßig. A. O. Scott von der New York Times schreibt, die Umsetzung schnaufe und keuche und schlage um sich, indem sie zu viel des Guten tue und ihr die Puste ausgehe. „Nichts ist so gruselig oder witzig, wie es sein soll, aber was anfing als ein gerissener Denkzettel an die Unternehmensmacht endet als verfahrene und dilettantische Hommage an David Lynch.“ Todd McCarthy von Hollywood Reporter bemängelt, dass es viel redundantes und Füllmaterial gebe; der Film sei mindestens fünfzehn Minuten zu lang und könnte durch Verknappung verbessert werden, sein rettendes Element sei aber die Filmmusik.
Am negativsten charakterisiert Michael O’Sullivan von der Washington Post den Film als kindisch, zerrissen und manchmal sinnloserweise abstoßend, auch wenn es wenige Momente einer verstörend krassen visuellen Schönheit gebe. „Ohne das rechtliche Bohai gibt es kaum etwas, auf das man neugierig zu sein braucht.“

### Ehrung der Filmmusik
Filmkomponist Abel Korzeniowski, der in dem Jahr auch die Musik für Romeo und Julia geschrieben hatte, wurde bei den IFMCA Awards für beide Filme als Komponist des Jahres ausgezeichnet sowie mit Escape from Tomorrow für die Beste Filmmusik eines Fantasy/Science-Fiction/Horrorfilms und die Beste Filmmusikkomposition des Jahres nominiert. Sein Werk wurde als Satire auf traditionelle Disneymusik betrachtet und für seinen Sinn für Ironie gelobt.